# Делінха
Делінха (кит. спр. 德令哈市, піньїнь: Délìnghā Shì; тиб. གཏེར་ལེན་ཁ་གྲོང་ཁྱེར།) — місто-повіт у західнокитайській провінції Цинхай, адміністративний центр Хайсі-Монголо-Тибетської автономної префектури.

## Географія
Делінха розташовується на півночі Тибетського плато у межах западини Цайдам.

### Клімат
Місто знаходиться у зоні, котра характеризується кліматом тропічних степів. Найтепліший місяць — липень із середньою температурою 15.6 °C (60 °F). Найхолодніший місяць — січень, із середньою температурою -11.1 °С (12 °F).
| Клімат Делінхи          | Клімат Делінхи | Клімат Делінхи | Клімат Делінхи | Клімат Делінхи | Клімат Делінхи | Клімат Делінхи | Клімат Делінхи | Клімат Делінхи | Клімат Делінхи | Клімат Делінхи | Клімат Делінхи | Клімат Делінхи | Клімат Делінхи |
| Показник                | Січ.           | Лют.           | Бер.           | Квіт.          | Трав.          | Черв.          | Лип.           | Серп.          | Вер.           | Жовт.          | Лист.          | Груд.          | Рік            |
| Середній максимум, °C   | −3             | 0              | 7              | 13             | 17             | 20             | 23             | 23             | 18             | 11             | 3              | −1,1           | 10             |
| Середня температура, °C | −11            | −7             | 0              | 5              | 10             | 13             | 16             | 16             | 11             | 4              | −3             | −9             | 3              |
| Середній мінімум, °C    | −19            | −15            | −8             | −2             | 3              | 7              | 9              | 9              | 3              | −3             | −10            | −17            | −3             |
| Норма опадів, мм        | 3              | 3              | 3              | 7              | 21             | 34             | 33             | 24             | 15             | 6              | 1              | 2              | 150            |
| ----------------------- | -------------- | -------------- | -------------- | -------------- | -------------- | -------------- | -------------- | -------------- | -------------- | -------------- | -------------- | -------------- | -------------- |
| Джерело: Weatherbase    |                |                |                |                |                |                |                |                |                |                |                |                |                |